# Avaria
Avaria est l'une des cinq paroisses civiles de la municipalité de Democracia dans l'État de Falcón au Venezuela. Sa capitale est Tupure (ou Tupere).

## Géographie

### Démographie
Hormis sa capitale Tupure, la paroisse civile n'abrite aucune autre concentration de population notable.